# Эминджер, Стив
Стив Эминджер (англ. Steve Eminger; род. 31 октября 1983, Торонто, Онтарио, Канада) — канадский хоккеист, защитник. В настоящее время игрок клуба АХЛ «Лейк Эри Монстерз».

## Игровая карьера
Эминджер, который также известен своей физической игрой, начал свою хоккейную карьеру в «Китченер Рейнджерс» из хоккейной лиги Онтарио в 1999 году. Он был выбран в первом кругу драфта 2002 года под общим 12-м номером клубом «Вашингтон Кэпиталз». Его дебют в НХЛ состоялся в следующем сезоне, но после 17 игр в Вашингтоне, он был отправлен обратно на Китченер. Китченер был усилен после возвращения Эминджера, и они выиграли Мемориальный кубок.
После ухода из молодёжного хоккея, Стив Эминджер разделялся между «Вашингтоном Кэпиталзом» и их аффилированным клубом из АХЛ, «Портленд Пайретс». Несмотря на высокие прогнозы, которые пришли к его статусу, Эминджеру не удалось оправдать ожидания. На протяжении сезона 2007/2008 у Эминджер получил травму. Тем не менее, в начале плей-оффа 2008 года он восстановился от травмы и был введён в стартовый состав Вашингтона. За этот плей-офф, Стив Эминджер нашёл свою игру и показал себя твёрдым защитником. В драфте НХЛ 2008, Эминджер, наряду с (Ноа Уэлшом) был продан в «Филадельфию Флаерз» на Джона Карлсона.
29 июня 2008 года, Эминджер подписал годичный контракт с Филадельфией Флаерз. После 12 игр за Флаерз, 7 ноября 2008 года он был побменян в Тампа-Бэй Лайтнинг, вместе со Стивом Дауни на 4-й раунд драфта, Мэттью Карла и на 3-й раунд драфта.
9 марта 2009 года, в первый день дедлайна, «Тампа Бэй Лайтнинг» обменял Стива Эминджера во «Флориду Пантерз» в обмен на Ноа Уэлша и на 3-й раунд драфта.
4 сентября 2009 года подписал, как свободный агент двухлетний контракт с клубом «Анахайм Дакс».
9 июля 2010 года, был обменян в «Нью-Йорк Рейнджерс» на Аарона Вороса и Райана Хиллера.
В августе 2013 года вёл переговоры с новичком КХЛ владивостокским «Адмиралом», но отказался из-за предложения другого клуба КХЛ.
21 октября 2013 года подписал контракт со столичным «ЦСКА» сроком на один год. Проведя 25 встреч в КХЛ не забросил ни одной шайбы, отдав лишь 2 передачи был выставлен на драфт отказов. 15 января 2014 года контракт был расторгнут по обоюдному согласию сторон.
24 января 2014 года подписал контракт с фарм-клубом «Анахайм Дакс» — «Норфолк Эдмиралс».

## Статистика
```
                                            --- Regular Season ---  ---- Playoffs ----
Season   Team                        Lge    GP    G    A  Pts  PIM  GP   G   A Pts PIM
--------------------------------------------------------------------------------------
1999-00  Kitchener Rangers           OHL    50    2   14   16   74   5   0   0   0   0
2000-01  Kitchener Rangers           OHL    54    6   26   32   66  --  --  --  --  --
2001-02  Kitchener Rangers           OHL    64   19   39   58   93   4   0   2   2  10
2002-03  Kitchener Rangers           OHL    23    2   27   29   40  21   3   8  11  44
2002-03  Washington Capitals         NHL    17    0    2    2   24  --  --  --  --  --
2003-04  Washington Capitals         NHL    41    0    4    4   45  --  --  --  --  --
2003-04  Portland Pirates            AHL    41    0    4    4   40   7   0   1   1   2
2004-05  Portland Pirates            AHL    62    3   17   20   40  --  --  --  --  --
2005-06  Washington Capitals         NHL    66    5   13   18   81  --  --  --  --  --
2006-07  Washington Capitals         NHL    68    1   16   17   63  --  --  --  --  --
2007-08  Washington Capitals         NHL    20    0    2    2    8   5   1   0   1   2
2008-09  Philadelphia Flyers         NHL    12    0    2    2    8  --  --  --  --  --
2008-09  Tampa Bay Lightning         NHL    50    4   19   23   36  --  --  --  --  --
2008-09  Florida Panthers            NHL     9    1    0    1    6  --  --  --  --  --
2009-10  Anaheim Ducks               NHL    63    4   12   16   30  --  --  --  --  --
2010–11	 New York Rangers	     NHL    65	  2    4    6	22  --  --  --  --  --
2011–12	 New York Rangers	     NHL    42	  2    3    5   28   4   0   0   0   0
2012–13	 New York Rangers            NHL    35    0    3    3    8  11   0   2   2   4
2012–13	 Connecticut Whale           АHL     4    1    0    1    0  --  --  --  --  --
2013-14  CSKA Moskva                 KHL    24    0    2    2    8  --  --  --  --  --
2013-14  Norfolk Admirals            АHL    33    3    4    7   24  10   1   1   2  14
2014–15	 Providence Bruins           АHL     0    0    0    0    0  --  --  --  --  --
--------------------------------------------------------------------------------------
         NHL Totals                        488   19   80   99  359  20   1   2   3  6

```